# Eupompha fissiceps
Eupompha fissiceps es una especie de coleóptero de la familia Meloidae.

## Distribución geográfica
Habita en México y Estados Unidos.